# Кей-Кавус
Кей-Кавус (Унсур аль-Маали) — персидский писатель и местный правитель Горгана из династии Зияридов, вассал сельджуков. Автор Кабус-Наме (книга на русский язык впервые переведена в XIX веке О. С. Лебедевой). Родился в 1021 году в годы правления сына Кабуса Манучихра.
Кей-Кавус происходил из рода феодальных властителей Табаристана (то есть южное побережье Каспийского моря), отделённый от Ирана труднопроходимыми горными склонами и вязкими топями, лишь в 759 — 760 годах был завоёван арабскими войсками. В середине IX века в Табаристане утвердились изгнанные из центра халифата представители дома Али. Предок Кей-Кавуса Мердавидж создал себе довольно крупное независимое владение на севере Ирана. Мердавидж был убит собственной тюркской гвардией, и после его смерти государственное объединение распалось. Его внук Кабус, дед Кей-Кавуса, был правителем Джурдана, и то ему пришлось провести много лет изгнанником в Хорасане. Сын Кабуса признал себя вассалом султана Газны Махмуда. Отец Кей-Кавуса Искендер нигде не упоминается.
Кей-Кавус в своей жизни совершил хаддж.